# Velika nagrada Rusije
Velika nagrada Rusije (rusko Гран-при России, latinizirano: Gran-pri Rossii) je nekdanja dirka svetovnega prvenstva Formule 1, ki je potekala med sezonama 2014 in 2021 na Avtodromu Soči, dirkališču, ki je bilo urejeno okoli športnih objektov v Olimpijskem parku Soči, kjer so potekale Zimske olimpijske igre 2014.
Prvotna avtomobilistična dirka za Veliko nagrado Rusije je potekala v letih 1913 in 1914 v Sankt Peterburgu. Več desetletij po ustanovitvi svetovnega prvenstva Formule 1 so se znova pojavila prizadevanja za dirko, prvič leta 1982 in drugič po letu 2001. Vrnitev dirke je bila potrjena leta 2010, nakar je prva dirka Formule 1 za Veliko nagrado Rusije potekala natančno stoletje po zadnji avtomobilistični dirki s tem imenom.
Za sezono 2023 je bila načrtovana premestitev dirke iz Sočija v okolico Sankt Peterburga, kjer je bilo urejeno novo dirkališče Igora Drive. Po začetku ruske invazije na Ukrajino je bilo najprej oznanjeno, da dirke v sezoni 2022 ne bo, potem pa tudi, da je bila večletna pogodba z organizatorjem razveljavljena.
Na vseh osmih dirkah Formule 1 v Sočiju je zmagal dirkač moštva Mercedes. Tudi oba zmagovalca na dirkah v letih 1913 in 1914 sta nastopila z dirkalnikoma tega nemškega proizvajalca, ki je bil takrat znan zgolj kot Benz.

## Prvotna prireditev (1913 in 1914)
Dirka z imenom Velika nagrada Rusije je dvakrat potekala že v času dirk za Velike nagrade, torej več desetletij pred ustanovitvijo svetovnega prvenstva Formule 1. Prvič je bila prirejena leta 1913 na začasnem dirkališču v Sankt Peterburgu, ki je bil takrat del Ruskega imperija. Zmagal je domači dirkač Georgij Suvorin z dirkalnikom, ki so ga izdelali pri nemškem podjetju Benz. Dirka se je na istem mestu odvijala tudi v naslednjem letu 1914, ko je zmagal nemški dirkač Willy Scholl, prav tako z Benzovim dirkalnikom. Organizacija dirke je bila ustavljena po izbruhu prve svetovne vojne in ruske državljanske vojne, po ustanovitvi Sovjetske zveze pa ni bila nadaljevana.

## Prizadevanja za vrnitev dirke
Šele tri desetletja po ustanovitvi svetovnega prvenstva Formule 1 so se leta 1982 znova pojavili načrti za vrnitev dirke za Veliko nagrado v Rusijo, ko je bila Rusija še zmeraj del Sovjetske zveze, saj je Bernie Ecclestone stremel k organizaciji prve dirke Formule 1 za Železno zaveso. Velika nagrada Sovjetske zveze je bila celo uvrščena na prvotni koledar dirk za sezono 1983 ter je imela potekati na začasnem uličnem dirkališču v Moskvi, toda birokratske ovire so preprečile izpeljavo dirke. Ecclestone si je nadaljeval prizadevati za prvo dirko Formule 1 za Železno zaveso, kar je uresničil s prireditvijo dirke za Veliko nagrado Madžarske 1986, ki je potekala na novem stalnem dirkališču Hungaroring v bližini Budimpešte.
Po razpadu Sovjetske zveze ni bilo načrtovane Velike nagrade Rusije vse do leta 2001, ko je Vladimir Putin odobril izgradnjo stalnega dirkališča Pulkovskoe Ring v bližini Sankt Peterburga in letališča Pulkovo, toda projekt ni stekel. Nato je bilo septembra 2008 oznanjeno, da se bo kmalu začela gradnja stalnega dirkališča Moscow Raceway po načrtih nemškega arhitekta Hermanna Tilkeja, ki je v tem desetletju zasnoval več novih in predrugačenih prog za dirke svetovnega prvenstva Formule 1. V nasprotju z dirkališčem Pulkovskoe Ring je bil projekt izgradnje dirkališča Moscow Raceway, ki leži v bližini vasi Fedjukovo, približno 77 kilometrov od Moskve, uresničen. Leta 2012 je Moscow Raceway gostil dirke nekaj mednarodnih avtomobilističnih in motociklističnih prvenstev, kar so bile prve dirke zahodnih prvenstev na ozemlju nekdanje Sovjetske zveze. Kljub temu so bili prvotni načrti za organizacijo dirk svetovnega prvenstva Formule 1 in svetovnega prvenstva v motociklizmu opuščeni ter tovrstne dirke na tem dirkališču nikoli niso potekale.
Potem ko je Vitalij Petrov v sezoni 2010 postal prvi ruski dirkač v Formuli 1, je Ecclestone povedal, da si prizadeva za organizacijo dirke za Veliko nagrado Rusije, bodisi v Moskvi ali v Sočiju, gostitelju Zimskih olimpijskih iger 2014 in turistični destinaciji ob obali Črnega morja. Dirka je bila uradno potrjena 14. oktobra 2010, ko je bilo sporočeno, da bo prvič potekala leta 2014, stoletje po zadnji Veliki nagradi Rusije, na novem dirkališču Avtodrom Soči, ki bo urejeno na ulicah okoli športnih objektov v Olimpijskem parku Soči. Prvotna pogodba za organizacijo dirk je bila veljavna do leta 2020.

## Dirka svetovnega prvenstva Formule 1 (2014 do 2021)
Prva dirka Formule 1 za Veliko nagrado Rusije v Sočiju je potekala 12. oktobra 2014 kot 16. od vsega skupaj 19 dirk v sezoni 2014. Zmagal je britanski dirkač Lewis Hamilton pred Nemcem Nicom Rosbergom, kar je pomenilo dvojno zmago Mercedesa in zagotovitev naslova konstruktorskega prvaka nemškemu moštvu. Na tretje mesto se je uvrstil Finec Valtteri Bottas z dirkalnikom britanskega moštva Williams.
Dirka za Veliko nagrado Rusije v Sočiju je drugič potekala 11. oktobra 2015 kot 15. od vsega skupaj 19 dirk v sezoni 2015. Pred dirko se je na tretjem prostem treningu zgodila huda nesreča, ko je Carlos Sainz iz moštva Toro Rosso v 13. ovinku izgubil oblast nad dirkalnikom in trčil v zaščitno ogrado. Španski dirkač ni bil huje poškodovan ter se je udeležil dirke. Rosberg je štartal z najboljšega položaja, a je kmalu zatem zaradi problemov s pedalom plina odstopil. Na koncu je novo zmago dosegel Hamilton, medtem ko je drugo mesto osvojil Nemec Sebastian Vettel z dirkalnikom italijanskega moštva Ferrari. V zadnjem krogu je potekal boj za tretje mesto, ki ga je nazadnje osvojil mehiški dirkač Sergio Pérez iz moštva Force India, potem ko sta Finca Bottas iz moštva Williams in Kimi Räikkönen iz moštva Ferrari trčila. Mercedes si je, kot tudi v predhodni sezoni, na tej dirki zagotovil naslov konstruktorskega prvaka.
Tretja dirka Formule 1 v Sočiju je potekala 1. maja 2016, ko je bila prvič premeščena v pomladanski termin ter je bila na sporedu kot četrta dirka v sezoni 2016. Zmagal je Rosberg, ki je tudi štartal z najboljšega položaja, medtem ko je Hamilton dosegel drugo mesto in zagotovil Mercedesu drugo dvojno zmago v Rusiji, kljub temu, da je štartal z desetega položaja. Tretji je bil Räikkönen. Dirko je zaznamovalo več trčenj v prvem krogu, zaradi katerih sta odstopila Nico Hülkenberg in Rio Haryanto. Hkrati je domači dirkač Daniil Kvjat iz moštva Red Bull dvakrat trčil v Vettlov dirkalnik, ki se je nato zavrtel, trčil v zaščitno ogrado in kmalu zatem odstopil v boksih. Kvjat je po tej nesreči izgubil sedež v Red Bullovem dirkalniku ter so ga pred naslednjo dirko vrnili v hčerinsko moštvo Toro Rosso, pri katerem je nastopal v sezoni 2014. Pri Red Bullu ga je nadomestil 18-letni Max Verstappen.
Četrta dirka Formule 1 v Sočiju je potekala 30. aprila 2017 kot četrta dirka v sezoni 2017. Ferrarijeva dirkalnika sta štartala iz prve vrste, potem ko je Vettel osvojil najboljši štartni položaj pred Räikkönenom, medtem ko sta iz druge vrste štartala Mercedesova dirkača Bottas in Hamilton. Bottas je na koncu zmagal s prednostjo manj kot sekunde pred Vettlom, kar je bila njegova sploh prva zmaga v Formuli 1, potem ko je pred začetkom sezone 2017 pri Mercedesu nadomestil Rosberga, ki se je po osvojitvi naslova dirkaškega prvaka upokojil. Tretje mesto je osvojil Räikkönen. Dirko je zaznamovalo tudi trčenje med Francozom Romainom Grosjeanom iz moštva Haas in Britancem Jolyonom Palmerjem iz moštva Renault, ki sta ga oba dirkača prestala brez poškodb.
V sezoni 2018 je Velika nagrada Rusije prvič potekala konec septembra, kar je v naslednjih letih postalo običajno. Do spremembe termina je prišlo zaradi ukinitve Velike nagrade Malezije, ki se je v sezonah 2016 in 2017 odvijala prvo nedeljo v oktobru.
Na Veliki nagradi Rusije 2018 je Bottas štartal z najboljšega položaja in prevozil najhitrejši krog, a je zaradi moštvenih ukazov sredi dirke prepustil vodstvo Hamiltonu, ki je s tem dobil dodatnih sedem prvenstvenih točk. Dogodek je spomnil na odločitev pri Ferrariju na Veliki nagradi Avstrije 2002, zaradi katere so bili tovrstni ukazi nekaj let prepovedani. Zmaga je bila sedemdeseta za Hamiltona v Formuli 1, medtem ko je drugo mesto Bottasa pomenilo tretjo dvojno zmago Mercedesa na peti dirki v Sočiju. Tretje mesto je dosegel Vettel, ki je po dirki imel zaostanek 50 točk za Hamiltonom v skupnem seštevku dirkaškega prvenstva, ko je bilo do konca sezone še pet preizkušenj. Hkrati je imel Mercedes v skupnem seštevku konstruktorskega prvenstva prednost 53 točk pred Ferrarijem.
Na dirki leta 2019 je z najboljšega položaja štartal Ferrarijev dirkač Charles Leclerc pred Hamiltonom in Vettlom v drugem dirkalniku italijanskega moštva. V prvem ovinku je Vettel prehitel oba tekmeca in prevzel vodstvo, ki ga je obdržal do 26. kroga in odstopa zaradi problemov z dirkalnikom. Krog pozneje je na progo zapeljal varnostni avtomobil, potem ko je nesrečo doživel Williamsov dirkač George Russell. Po vrnitvi varnostnega avtomobila v bokse je Leclerc poskušal prehiteti Bottasa, a mu to ni uspelo ter je na koncu Hamilton zmagal pred moštvenim kolegom, kar je bila četrta dvojna zmaga Mercedesa na šesti dirki v Sočiju. Leclerc je osvojil tretje mesto.
Dirka leta 2020 je potekala v načrtovanem terminu, vendar kot deseta od 17 preizkušenj, saj so bile številne dirke bodisi odpovedane ali prestavljene, potem ko se je sezona po izbruhu pandemije koronavirusa začela šele julija. Z najboljšega položaja je štartal Hamilton, medtem ko je na dirki svojo drugo zmago v Rusiji dosegel Bottas. Drugi je bil Verstappen iz moštva Red Bull, medtem ko se je Hamilton uvrstil na tretje mesto.
Dirka leta 2021 je delno potekala po deževnem vremenu. Z najboljšega položaja je prvič v svoji karieri štartal McLarnov dirkač Lando Norris, ki je obdržal vodstvo in prevozil najhitrejši krog, a je proti koncu dirke in po začetku močnejšega dežja nadaljeval dirkati z gumami za suho progo, zaradi česar je v petem ovinku izgubil oprijem, nakar je Hamilton prevzel prvo mesto. Norris je nato zapeljal v bokse po nove gume in na koncu osvojil sedmo mesto. Drugo mesto je dosegel Verstappen, ki je zaradi kazni štartal z najslabšega položaja, tretje pa Carlos Sainz iz moštva Ferrari, ki je štartal z drugega položaja. Hamilton je s to zmago postal prvi dirkač s 100 zmagami v zgodovini Formule 1.
Na vseh osmih dirkah Formule 1 v Sočiju so zmagali dirkači moštva Mercedes, petkrat Hamilton, dvakrat Bottas in enkrat Rosberg.

## Načrtovana premestitev in ukinitev
V sezoni 2022 je imela Velika nagrada Rusije zadnjič potekati na Avtodromu Soči, saj je bilo 26. junija 2021 uradno sporočeno, da je za sezono 2023 načrtovana premestitev dirke na novo dirkališče Igora Drive, ki leži približno 54 kilometrov severno od Sankt Peterburga.
Po začetku ruske invazije na Ukrajino 24. februarja 2022 je bilo oznanjeno, da dirke za Veliko nagrado Rusije v sezoni 2022, ko se je imela odvijati 25. septembra, ne bo. Nato je bilo 3. marca 2022 potrjeno, da je bila večletna pogodba z organizatorjem dirke razveljavljena. Ker je bil Vladimir Putin eden glavnih spodbujevalcev Velike nagrade Rusije, ni pričakovati njeno vrnitev na koledar dirk svetovnega prvenstva Formule 1 v času njegove vladavine.

## Zmagovalci
| Leto | Dirkač          | Konstruktor | Dirkališče      | Poročilo |
| ---- | --------------- | ----------- | --------------- | -------- |
| 2021 | Lewis Hamilton  | Mercedes    | Soči            | Poročilo |
| 2020 | Valtteri Bottas | Mercedes    | Soči            | Poročilo |
| 2019 | Lewis Hamilton  | Mercedes    | Soči            | Poročilo |
| 2018 | Lewis Hamilton  | Mercedes    | Soči            | Poročilo |
| 2017 | Valtteri Bottas | Mercedes    | Soči            | Poročilo |
| 2016 | Nico Rosberg    | Mercedes    | Soči            | Poročilo |
| 2015 | Lewis Hamilton  | Mercedes    | Soči            | Poročilo |
| 2014 | Lewis Hamilton  | Mercedes    | Soči            | Poročilo |
| 1914 | Willy Scholl    | Benz        | Sankt Peterburg | Poročilo |
| 1913 | Georgij Suvorin | Benz        | Sankt Peterburg | Poročilo |